# La barra mendocina
La barra mendocina es una película de Argentina en blanco y negro dirigida por Mario Soffici sobre su propio guion que se estrenó el 2 de agosto de 1935 y que tuvo como protagonistas a José Gola, Anita Jordán y Elsa O'Connor.

## Sinopsis
Obra sobre las vivencias de dos jóvenes mendocinos que viajan a Buenos Aires atraídos por la gran ciudad.

## Reparto
- Alberto Anchart (padre)
- Alberto Bello
- Antonio Ber Ciani
- Dringue Farías
- José Gola
- Pilar Gómez
- Anita Jordán
- Lalo Malcolm
- Elsa O'Connor
- Alita Román
- Marcelo Ruggero
- Juan Sarcione
- Marino Seré
- Oscar Villa

## Comentarios
Domingo Di Núbila escribió que era "un entretenimiento más bien ingenuo pero simpático, con matices cómicos y con dos soportes que más adelante cimentaron las mejores obras de su carrera. Uno fue el reparto...Otro fueron lo exteriores tanto mendocinos en época de vendimia como porteños en lugares frecuentados por provincianos" y la crónica de La Nación dijo: "Film discreto, limpio, con algunas notas de interés por donde puede llegarse quizás a producirse una obra...nuestra".